# 宝天曼园蛛
宝天曼园蛛（学名：Araneus baotianmanensis）为园蛛科园蛛属的动物。在中国大陆，分布于河南等地，主要生活于林间灌木丛。该物种的模式产地在河南。